# Gil Baroni (regista)
Gil Baroni (Guarapuava, 18 novembre 1979) è un produttore cinematografico, regista e sceneggiatore brasiliano.

## Biografia
Gil Baroni nasce nella città di Guarapava in Brasile nel 1979. Comincia la sua carriera audiovisuale come direttore di corti sperimentali e debutta con Quatro Amigos numa Mesa de Bar Falando de Amor (2001). Successivamente si dedica alla direzione di documentari o lungometraggi come Cantoras do Rádio: O Filme (2009) e Alice Júnior (2019), proiettato nei festival di Berlino, Brasilía, Rio e San Sebastián.
Il lavoro di Baroni si focalizza soprattutto sui problemi dei diritti umanitari, specialmente quelli legati all´universo LGBTQI+. Come co-proprietario della Beija Flor Filmes ha prodotto numerosi cortometraggi che sono stati proiettati in 172 festival internazionali, ha vinto 35 premi e ricevuto 8 menzioni speciali. Egli inoltre ha insegnato direzione e produzione al College of Arts of Paraná.

## Filmografia
- Quatro Amigos Numa Mesa de Bar Falando de Amor (2001)
- Terra Incógnita (2006)
- Cantoras do Rádio - O Filme (2009)
- Brasil Santo (2009) - Documentario
- Wébico (2013) - Serie TV
- Angelus Mortem (2014) - Mini Serie TV
- Cycle 7-1 (2015) - Documentario
- The Love of Catarina (2016)
- Event Horizon (2016) - Documentario
- Alice Jùnior (2019)
- The edge of image (2020)